# Staryj Krywyn
Staryj Krywyn (ukr. Старий Кривин) – wieś na Ukrainie, w obwodzie chmielnickim, w rejonie sławuckim
Znajduje tu się – stacja kolejowa Krywyn.

## Zabytki
- pałac – wzniesiony od podstaw przez ks. Stanisława Wincentego Jabłonowskiego, kasztelana krakowskiego. Kolejny właściciel Dionizy Mikler[1] urządził obok pałacyku park. W pałacyku znajdowały się okazałe zbiory numizmatyków i różnorodnych kamieni, wyszukana biblioteka oraz przeniesione do pałacu w Płużnie archiwum Jabłonowskich z bogatą kolekcją druków i obrazów. Zbiory te przepadły w 1919. Pod koniec XIX wieku pałacowe oranżerie były zniszczone, a pałacyk i inne budowle przejęte przez Żydów[2].